# Gorka Pintado
Gorka Pintado del Molino (San Sebastián, 24 marzo 1978) è un ex calciatore spagnolo, di ruolo attaccante.